# Ihor Cełowalnykow
Ihor Wasylowycz Cełowalnykow (ukr. Ігор Васильович Целовальников, ros. Игорь Васильевич Целовальников; Igor Wasiljewicz Celowalnikow, ur. 2 stycznia 1944 w Erywaniu, zm. 15 marca 1986 w Charkowie) – radziecki kolarz torowy, złoty medalista olimpijski.

## Kariera
Największy sukces w karierze Ihor Cełowalnykow osiągnął w 1970 roku, kiedy wspólnie z Władimirem Siemieńcem wywalczył złoty medal w wyścigu tandemów podczas igrzysk olimpijskich w Monachium. W zawodach finałowych reprezentanci ZSRR pokonali ekipę NRD w składzie: Werner Otto i Hans-Jürgen Geschke. Był to jedyny medal wywalczony przez Cełowalnykowa na międzynarodowej imprezie tej rangi. Na rozgrywanych cztery lata wcześniej igrzyskach olimpijskich w Meksyku razem z Imantsem Bodnieksem w tej samej konkurencji zajął piątą pozycję. Ponadto dwukrotnie stawał na podium Grand Prix Kopenhagi: w 1968 roku był drugi, a rok później zajął trzecie miejsce. Nigdy nie zdobył medalu na torowych mistrzostwach świata.